# رجینالد ویکتور جونز
 رجینالد ویکتور جونز (انگلیسی: Reginald Victor Jones؛ زاده ۲۹ سپتامبر ۱۹۱۱ درگذشته ۱۷ دسامبر ۱۹۹۷) یک دانشمند اهل بریتانیا بود.